# Yukon College
O Yukon College é uma faculdade universitária e comunitária no território canadense de Yukon. Seu campus principal é em Whitehorse. O colégio foi fundado em 1983, subordinando o Centro de Formação Profissional e Técnico de Yukon que estava em operação desde os anos 1960. O chanceler é Piers McDonald.